# Policía de Vigilancia y Defensa del Estado
La Policía de Vigilancia y Defensa del Estado (en portugués Polícia de Vigilância e Defesa do Estado - PVDE ) fue una policía estatal portuguesa, que funcionó entre 1933 y 1945. La PVDE era responsable de la vigilancia fronteriza, control de extranjeros, inspección de emigración y seguridad del Estado.

## Organización
La PVDE dependía del Ministro del Interior e incluía: 
- Director 
  - Sección internacional
  - Sección de Defensa Política y Social
  - Servicios secretos
  - Servicios generales

## Historia
La PVDE fue creada por el Decreto-Ley N ° 22 992, de 29 de agosto de 1933, a partir de la fusión de la antigua Policía Internacional Portuguesa y la Policía de Defensa Social y Política. 
El primer director y fundador fue el capitán Agostinho Lourenço. Según el profesor Douglas Wheeler, Lourenço habrá fundado la PVDE basado en modelos británicos.
Durante su período de existencia, se destacaron sus actividades contra la infiltración en territorio portugués de elementos antagónicos durante la Guerra civil española, sus actividades como policía política y sus actividades de contrainteligencia durante la Segunda Guerra Mundial. 
En 1945, fue reemplazada por la Policía Internacional y la Defensa del Estado.